# Čudo
Čudo je, prema mnogim religijama, događaj koji se ne može objasniti drukčije doli božanski, kao posljedica božanske intervencije ili djelovanja. Stvara čuđenje, jer se radi o „nevjerojatnom”, „izvanrednom”, natprirodnom ili protuprirodnom događaju.
U užem smislu takav događaj se u prostoru i vremenu ne može objasniti ljudskim razumom ili zakonima prirode.
Temom koji su kriteriji da bi Katolička Crkva nešto proglasila čudom bavila se Ljiljana Bunjevac Filipović u dokumentarnom filmu Put do čuda (2010.), čija je scenaristica i redateljica.

## Poveznice
- euharistijsko čudo